# Irais

Irais este o comună în departamentul Deux-Sèvres, Franța. În 2009 avea o populație de 200 de locuitori.